# فهرست مفاهیم ایماگاوا
فهرست مفاهیم ایماگاوا، ایماگاوا کانا موکوروکو (به ژاپنی: 今川仮名目録 いまがわかなもくろく)؛ یک قانون محلی است که توسط خاندان ایماگاوا یک دایمیو در ولایت سوروگا وضع شده است. این قدیمی‌ترین قانون در تقسیم کشوری در ولایت‌های شرقی است.
در آوریل ۱۵۲۶، ایماگاوا اوجیچیکا فهرست کانا را وضع کرد، که قانون خانواده متشکل از ۳۳ ماده بود. تقریباً در این زمان، اوجیچیکا در رختخواب بستری و خود بیمار بود. این پیش نویس شامل ملازمان و همسر اوجیچیکا (بعداً جوکی-نی) بود که می‌خواست با امید به جانشینی پسر قانونی خود ایماگاوا اوجیترو (برادر بزرگتر یازدهمین رهبر این خاندان، ایماگاوا یوشیموتو) قوانینی را تثبیت کند.  به نظر می‌رسد که خواسته‌های مردم تا حد زیادی منعکس شده است. در سال ۱۵۵۳، ایماگاوا یوشیموتو ۲۱ مقاله افزودن کرد و این فهرست را اصلاح کرد.
در منطقه توگوکو در دوره سنگوکو، قانون ولایت در مراحل نسبتاً اولیه وضع شد. وضع این قوانین بر خاندان تاکدا یک دایمیو سنگوکو در ولایت کای و متحد خاندان ایماگاوا بر قانون ولایت کای به نام پیوست به قوانین کوشو (کوشو هاتتو نو شیدای) نوشته شده توسط تاکدا شینگن در سال ۱۵۴۷ تأثیر گذاشت.